# Katafa
Katafa là một thị trấn thuộc hạt Vas, Hungary. Thị trấn này có diện tích 4,81 km², dân số năm 2010 là 377 người, mật độ 78 người/km².